# Neochelanops michaelseni
Espèce
Synonymes
- Chelifer michaelseni Simon, 1902

Neochelanops michaelseni est une espèce de pseudoscorpions de la famille des Chernetidae.

## Distribution
Cette espèce se rencontre au Chili et en Argentine.

## Description
Le mâle mesure 2,5 mm et la femelle 3 mm.

## Étymologie
Cette espèce est nommée en l'honneur de Wilhelm Michaelsen.

## Publication originale
- Simon, 1902 : Arachnoideen, exclu. Acariden und Gonyleptiden. Ergebnisse der Hamburger Magalhaensische Sammelreise, Hamburg, vol. 6, no 4, p. 1-47.